# Hurrà Juventus
(Hurrà!, 10 giugno 1915.)
Hurrà Juventus è un annuario calcistico italiano, pubblicazione ufficiale della Juventus Football Club. Nato nel 1915 come Hurrà! e poi rifondato nel 1963 con il nome attuale (nonché brevemente noto negli anni 2010 anche come  HJ Magazine o J), rappresenta il più antico periodico d'Italia dedicato a un club sportivo.

## Storia

### Le origini:Hurrà!

Il primo numero dell'Hurrà! del 10 giugno 1915

Pur se resta traccia di un precedente bollettino dall'incerta durata, Juventin Guerino, il primo notiziario ufficiale della società bianconera venne stampato per la prima volta il 10 giugno 1915 grazie all'iniziativa del Comitato Presidenziale di Guerra al fronte della Juventus, un triumvirato composto dal pioniere Gioacchino Armano, il dirigente Sandro Zambelli e l'ex calciatore Fernando Nizza. Si trattava in principio di un mensile composto da sole sei pagine, stampato in bianco e nero e senza immagini.
L'intento dell'iniziativa, esplicitato dalla frase inizialmente riportata a fianco della testata, «Omaggio degli juventini rimasti a Torino ai loro consoci sotto le armi», era quello di fornire un bollettino che permettesse di tenere i collegamenti tra la società e i suoi soci e tifosi sparsi sui vari fronti di battaglia della prima guerra mondiale. Inizialmente, i soci al fronte furono sei soldati semplici e diciotto allievi ufficiali, che diventarono centosettanta un anno dopo. Il suo primo direttore fu il dirigente bianconero Corrado Corradino, poi presidente della società. Corradino formulò anche il primo motto del periodico: «La vittoria è del forte che ha fede».
Il nome originale della pubblicazione, Hurrà!, riprendeva sia lo storico slancio bellicista «Gu-rai!» dei Cosacchi, traducibile in lingua italiana come «verso la beatitudine celeste!», sia un grido sportivo «di gioia e di speranza» usato come motto d'incitamento dai soldati italiani della Grande Guerra durante gli assalti alle trincee nemiche.
(Dal primo numero della rivista Hurrà Juventus, 10 giugno 1915)

Copertina di Hurrà! del settembre 1923 dedicata a Edoardo Agnelli, appena eletto presidente del club.

La prima serie di pubblicazioni dell'Hurrà! seguì passo passo le vicende del club torinese, dei suoi protagonisti e anche della sua stessa tifoseria; oltre a riportare la corrispondenza di guerra tra i soci bianconeri al fronte e quelli rimasti a Torino, nel mensile trovava posto la cronaca prettamente sportiva e alcune rubriche di maniera, come una particolare e scherzosa rassegna dedicata agli svarioni della stampa inerenti alla sfera juventina. Tra le altre cose, il 26 dicembre 1915 sulla neonata rivista verrà pubblicata la memoria autografa di Enrico Canfari scritta l'anno precedente, uno dei fondatori della società bianconera, caduto insieme a Giuseppe Hess e molti altri componenti della Juventus tre giorni prima nella terza battaglia dell'Isonzo: questo testo rappresenta tutt'oggi, nella storia bianconera, l'unica testimonianza scritta delle sue origini.
Il bollettino societario venne interrotto nell'ottobre 1916, a causa della scarsità di materie prime dovute al conflitto. Le stampe ripresero nel 1919, avendo fra i suoi collaboratori occasionali anche Vittorio Pozzo, per protrarsi fino al 1925 quando la pubblicazione cessò nuovamente.

### Dal secondo dopoguerra al XXI secolo:Hurrà Juventus
Nel gennaio 1963, dopo trentotto anni, vide la luce un nuovo numero della rivista bianconera, sotto il nome di Hurrà Juventus, con la copertina dedicata al calciatore argentino Omar Sívori, e al prezzo di 100 lire. Il direttore responsabile della pubblicazione era un ex simbolo del passato bianconero, Felice Borel. Fino al settembre successivo il mensile continuò a essere stampato esclusivamente in bianco e nero, poi iniziò gradualmente a comparire il colore, dapprima riservato alla sola copertina. Da quell'anno la pubblicazione ha avuto un'attività ininterrotta fino a oggi come organo ufficiale della società torinese.

Il calciatore Pietro Anastasi mostra una copertina di Hurrà Juventus a lui dedicata nell'estate 1968.

Al suo interno si possono trovare pagine di informazione sull'attività della prima squadra, del settore giovanile e anche dei fan club ufficiali in Italia e all'estero. Ogni mese propone interviste ai calciatori juventini del presente e passato e a personaggi famosi di fede bianconera, informa sugli impegni futuri della società e fornisce commenti e resoconti dettagliati di tutte le partite disputate. Tra i collaboratori della rivista hanno figurato i giornalisti Vladimiro Caminiti, Gianni Giacone, Massimo Carboni e Maurizio Ternavasio. Dal 2006, anno di nascita di Juventus TV, anche i giornalisti del canale tematico hanno alcune rubriche fisse all'interno del mensile.
La rivista è stata inoltre affiancata, durante gli anni 1990 e 2000, da altre testate ufficiali del club quali il magazine giovanile Forza Juve, il giornale Tutto Juve, le pubblicazioni patinate Juventus, immagini e storie (poi Juve Story) e Juve senza frontiere, la collana di VHS Video Juve (poi Video Hurrà). La rivista è al tempo il primo bollettino sportivo a livello societario per diffusione e lettura sul territorio nazionale, iscritta alla Federazione Italiana Editori Giornali.

### Ultimi anni: da rivista ad annuario
Nell'estate 2011 Hurrà Juventus è stato oggetto di un profondo restyling grafico che ha avuto il suo culmine nell'abbandono del tradizionale formato rivista degli ultimi decenni, per adottare quello tabloid più affine ai quotidiani;
dal 21 marzo 2012 è inoltre disponibile anche in edizione digitale con un'apposita applicazione.
Nell'ottobre 2013 è avvenuta una svolta importante per la pubblicazione societaria della Juventus, che a cinquant'anni esatti dalla rifondazione cambia nome in HJ Magazine (acronimo di Hurrà Juventus Magazine), rinnovandosi radicalmente sotto l'aspetto grafico e nei contenuti editoriali: la periodicità passa da mensile a trimestrale, aumentando al contempo la fogliazione. La nuova veste, più patinata, vede tra i contenuti una maggiore attenzione alla fotografia e alla sfera privata dei calciatori juventini, avvalendosi inoltre di nuove firme e collaboratori nella scrittura, tra cui giornalisti, scrittori e opinionisti di fede bianconera.
La formula muta nuovamente sul finire del 2015, quando la pubblicazione si trasforma in un annuario: un vero e proprio libro in versione bilingue (italiano e inglese), che ogni dodici mesi riassume l'anno solare appena trascorso in casa juventina. Inizialmente appellato semplicemente come J, dall'edizione 2017 riprende la storica denominazione di Hurrà Juventus.